# Wendel (компания)
Wendel — французская инвестиционная компания. Основана в 1704 году, большую часть своей истории была сталелитейной группой. Штаб-квартира расположена в VIII округе Парижа.

## История
История компании началась в 1704 году, когда Жан-Мартен Вендель купил чугунолитейный завод в Лотарингии. К концу XVIII века завод стал одним из крупнейших во Франции, а в 1822 году на нём была построена первая в стране доменная печь. К 1869 году 15 доменных печей компании выплавляли 130 тыс. т чугуна и 110 тыс. т стали. В 1870 году, по итогам Франко-прусской войны, Лотарингия отошла Германии, и Вендели утратили контроль над своим основным предприятием вплоть до окончания Первой мировой войны. Рекордных показателей компания достигла в 1929 году — 1,66 млн т чугуна и 1,63 млн т стали.
Великая депрессия, а затем Вторая мировая война подорвали положение сталелитейной промышленности Франции, возникло большое технологическое отставание от производителей стали США. В 1948 году был создан кооператив из производителей стали Лотарингии Sollac (Société Lorraine de Laminage Continu), в который вошли и предприятия Венделей. В 1967 году кооператив был преобразован в группу Wendel-Sidélor; на группу приходилась треть выплавки стали во Франции, в ней работало 60 тыс. человек.
Нефтяной кризис 1973 года вызвал во Франции глубокий экономический спад, который отразился и на сталелитейной промышленности; положение отрасли усугубили большие инвестиции в новые предприятия в начале 1970-х годов. В 1975 году группа Wendel объединилась с группой Marine-Firminy в Marine-Wendel; на их предприятия приходилось 72 % выплавки стали во Франции. В 1977 году сталелитейные активы двух групп были объединены под названием Sacilor. В 1981 году Sacilor была национализирована и позже вошла в состав Arcelor. Из других активов группы была создана Compagnie Générale d’Industrie et de Participations (CGIP, «Генеральная компания промышленности и участий»).
В 1980-х годах группа Wendel начала инвестировать во французские компании, а с 1990-х годов также и компании других стран. На разных этапах имела доли в таких компаниях, как Bureau Veritas, Saint-Gobain, Capgemini, CarnaudMetalbox (Crown Holdings Inc.), BioMérieux, Reynolds, Stallergenes Greer, Wheelabrator Allevard, Valeo, Afflelou, Editis, Deutsch Group, Legrand и Allied Universal. В 2002 году структура группы Marine-Wendel была упрощена, Marine-Wendel и CGIP были объединены в компанию Wendel Investissement, акции которой были размещены на бирже Euronext Paris. В 2007 году Wendel Investissement была переименована в Wendel. В 2013 году был создан фонд венчурного финансирования Wendel Growth.
В 2019 году была приобретена компания Crisis Prevention Institute, которая осуществляет подготовку и сертификацию персонала по способам преодоления конфликтных ситуаций. В 2023 году была куплена компания по управлению активами IK Partners. В начале 2024 года был продан производитель упаковки Constantia Flexibles за 1,1 млрд евро.

## Собственники и руководство
Ключевым акционером является компания Wendel-Participations SE, ей принадлежит 39,55 % акций и 52,71 % голосов. Wendel-Participations контролируется членами семьи Вендель.
- Николя вер Хюлст (Nicolas ver Hulst, род. 21 августа 1953 года) — председатель наблюдательного совета с 2017 года; до этого возглавлял инвестиционную компанию Alpha Associés Conseil.
- Лоран Миньон (Laurent Mignon, род. 28 декабря 1963 года) — генеральный директор с декабря 2022 года. Ранее был председателем правления Groupe BPCE (с 2018 года). Также член совета директоров LVMH.

## Деятельность
У компании 98 сотрудников в трёх офисах: в Париже, Люксембурге и Нью-Йорке.
Основные активы по состоянию на 2023 год:
- контролируемые компании:
  - Bureau Veritas (35,6 %, Франция) — сертификация и контроль качества, выручка 5,9 млрд евро;
  - Stahl (67,9 %, Нидерланды) — химическая промышленность, выручка 914 млн;
  - Scalian (82 %, Франция) — консультации в сфере цифровой трансформации, выручка 541 млн евро;
  - Crisis Prevention Institute (96,3 %, США) — подготовка персонала, выручка 138 млн долларов;
  - ACAMS[англ.] (98 %, США) — подготовка и сертификация в сфере борьбы с отмыванием денег, выручка 103 млн долларов;
- компании, в которых имела миноритарные пакеты акций[10]:
  - Tarkett (23,4 %, Франция) — производитель напольных покрытий, выручка 3,4 млрд евро;
  - IHS Towers[англ.] (19 %, Великобритания) — телекоммуникационная инфраструктура, выручка 2,1 млрд долларов;
- Wendel Growth (100 %, Франция) — венчурное финансирование, 235 млн евро вложенных средств.

Выручка компании за 2023 год составила 7,13 млрд евро (сумма выручек 5 контролируемых компаний).
В списке крупнейших публичных компаний мира Forbes Global 2000 за 2022 год Wendel заняла 1435-е место.